# Fountain Archive
Das Fountain Archive (auch Fountain Archive Projekt oder Werkenzyklopädie Fountain Archives) ist ein 2008/2009 begonnenes prozessuales Kunstprojekt des französischen Konzeptkünstlers Saâdane Afif. Das Projekt umfasst eine fortlaufende Serie von gerahmten Seiten, die eine oder mehrere Abbildungen von Marcel Duchamps Fountain beinhalten. Afif bedient sich hierbei des Prinzips des Objet trouvés und trennt die Seiten aus verschiedenen Publikationen heraus. Je Publikation und Seite fertigt Afif in der Regel nur ein Exemplar für das Fountain Archive an. Das Fountain Archive Projekt umfasst außerdem ein Bücherregal mit all den Publikationen, aus denen Afif die Seiten für seine Rahmenobjekte entnommen hat.

## Entstehung und Beschreibung
Saâdane Afif, der 2009 den Marcel-Duchamp-Preis erhielt, begann noch im selben Jahr mit seiner Arbeit am Fountain Archive. Schon im Jahr 2008 hatte Afif angefangen, Publikationen mit Abbildungen von Duchamps Fountain als Hobby zu sammeln. Es entwickelte sich mit dem Erhalt des Marcel-Duchamp-Preises zu einem umfänglichen Forschungsprojekt, das der Künstler obsessiv betreibt. Kontinuierlich fortgeführt, besteht das Fountain Archive gegenwärtig aus rund 500 Bildern des Urinals von Marcel Duchamp. Jedes dieser Bilder wurde allen möglichen Publikationen – angefangen von Büchern, über Zeitungen, Magazinen und Lexika, bis hin zu Pornoheften – entnommen. Afif reißt oder schneidet dabei stets die gesamte Seite heraus, auch wenn das Motiv dort mit anderen Texten und Bildern untergebracht ist. Diese Texte und Bilder nehmen dabei einen sachlichen Bezug auf die Arbeit Duchamps, stellen diese aber auch in vollkommen anderen Kontexten dar. Das Umfeld der Abbildung wird ebenso zum Teil seiner Arbeit. Die einzelnen herausgetrennten Blattseiten integriert Afif in jeweils dafür angepasste Bilderrahmen mit zum Teil farbigen Rückwänden, womit der Rahmen fester Bestandteil des gesamten Werkes wird. Afif fertigt in der Regel je Publikation und Seite immer nur ein Exemplar an. Jedes Werk des Fountain Archives ist somit ein Unikat. Entsprechend dem architektonischen Ambiente erfolgt dann die Installation der Arbeiten. Ein weiterer Teil des Fountain Archive Projektes ist die Sammlung aller Publikationen (sans Fountain), aus denen Afif die Blattseiten für seine Rahmenobjekte entnommen hat. Diese werden in einem Bücherregal im Atelier des Künstlers aufbewahrt.
Für den Prozess, der aus einer Publikation immer nur eine Fountain Archive Arbeit entstehen lässt, gibt es jedoch eine Ausnahme: Sollte eine Publikation ein oder mehrere Werke aus dem Fountain Archive-Projekt abbilden, werden zwei Exemplare der Publikation (sans Fountain) in das Archive aufgenommen und zwei Editionen aus der Seite mit Abbildung eines Fountain Archives angefertigt. Dieses Werk stellt somit eine mise en abyme (Bild im Bild) dar.
Nach Intention des Künstlers soll die Werkenzyklopädie Fountain Archives einmal eine Anzahl von 1001 Werken erreichen. In Anbetracht täglicher Veröffentlichungen von Abbildungen des Urinals von Duchamp und einer sehr hohen Anzahl vergangener Publikationen könnte das Projekt theoretisch für immer fortgeführt werden.

## Geschichte
Im Jahr 2013 wurde eine Gruppe von 101 Fountain Archives in der Ausstellung „The Present Order is the Disorder of the Future“ im Museum Kurhaus Kleve gezeigt. Für den Ausstellungsbeitrag schrieb die Kunsthistorikerin Valentina Vlasic den ersten publizierten Text über das Fountain Archive. Dem Text, abgedruckt in der Schriftenreihe des Museums Kurhaus Kleve – Ewald Mataré-Sammlung Nr. 62, ist eine Abbildung von Duchamps Urinal beigefügt. Aus diesem Anlass fertigte Afif auch aus diesem Beitrag ein Fountain Archive. Die besagte Klever Fountain, mit der Bezeichnung FA 0366, befindet sich als Dauerleihgabe in der Sammlung des Museums in Kleve.

## Interpretation
Die deutsche Kuratorin Eva Huttenlauch bezeichnet Marcel Duchamp als „Leitstern, zu dem Saâdane Afif aufblickt als sein ideales Selbst“. Viele Konzepte Afifs, wie auch die Werkenzyklopädie Fountain Archives, stehen auf dem Grund von Duchamps Fundament.
Für die österreichische Kunsthistorikerin und Kuratorin Valentina Vlasic ist Afifs Fountain Archive die Wiederholung des Schlüsselmoments des ready made, den fundamentalen Akt des Auswählens, der wie bei Marcel Duchamps Fountain eine volle künstlerische Leistung darstellt. Afif tut dies nicht an realen Gegenständen, wie einem handelsüblichen Objekt, sondern bedient sich am künstlerischen Objekt der „Fountain“, als Abbildung aus einer Publikation. Als charmant und geistreich bezeichnet Vlasic den Umstand, dass „Afif Duchamps ‚Fountain‘ auf neue Weise ins Museum zurückführt – einen Ort, den er vor rund hundert Jahren durch die Ausweisung aus der Ausstellung verlassen musste.“
Für Kunsthistorikerin Elena Filipovic entstand die hohe kunstgeschichtliche Bedeutung von Duchamps Fountain insbesondere dadurch, weil der Künstler verstanden hatte, dass das Reproduzieren, Ausstellen, Inszenieren, Verbreiten und Rezensieren eines Kunstwerkes nicht nur den Wert und seine Bedeutung bestimmt, sondern auch entscheidet, ob es in die Kunstgeschichte Einzug hält. Dieses Verständnis sieht sie auch als Hintergrund für Afifs Fountain Archive Projekt. Filipovic sieht in Afif nach „R. Mutt“ bzw. Marcel Duchamp eine weitere Person, die sich das weiße Urinal aneignet und ebenso die Konstruktion einer Ikone betreibt. Die Fountain Archives, die die Abbildung eines Fountain Archives (mise en abyme) beinhalten, bezeichnet Filipovic als „remake“ und vergleicht die Arbeiten insbesondere mit dem Bedeutungsprozess von Duchamps Fountain in der Kunstgeschichte.

## Abbildungen
1. ↑  Saâdane Afif: AFIF, Saâdane Fountain Archive 0366, 2014. Ausgerissene Seite aus einem Buch 29 × 37,5 cm, Unikat (+ 1 A.P.), Zertifikat vom Künstler signiert